# Ghána zászlaja
Ghána zászlaja Ghána egyik állami jelképe.

## Története
A ghánai zászlót Theodosia Salome Okoh tervezte, hogy 1957-ben a függetlenség elnyerése után helyettesítse Aranypart brit zászlaját. 1959-ig használták, amikor is létrejött a Ghána-Guinea Unió, ezért egy helyett két csillagot alkalmaztak 1961-ig. Amikor az Afrikai Unió Mali csatlakozásával bővült, a zászlóra is felkerült még egy csillag. A rövid életű unió felbomlása után a zászlót piros-fehér-zöldre váltották, az egy csillag maradt. Végül 1966-ban visszatértek az eredeti tervhez.
Fekete-Afrikában Ghána volt az első ország, amely az etióp zászló színeit alkalmazta – azóta nevezik ezeket pán-afrikai színeknek.

## Leírása
- A vörös szín azoknak állít emléket, akik vérüket áldozták a függetlenségért, az arany (sárga) az ország ásványkincsekben való gazdagságára utal, míg a zöld szín a gazdag erdőségeket jelképezi.
- A fekete ötágú csillag arra utal, hogy Ghána volt az első nemzet, aki kivívta függetlenségét az elnyomó hatalmaktól Afrikában.

## A zászlók időrendben
|  |  |  |  |  |  |